# Lewis (poloostrov)

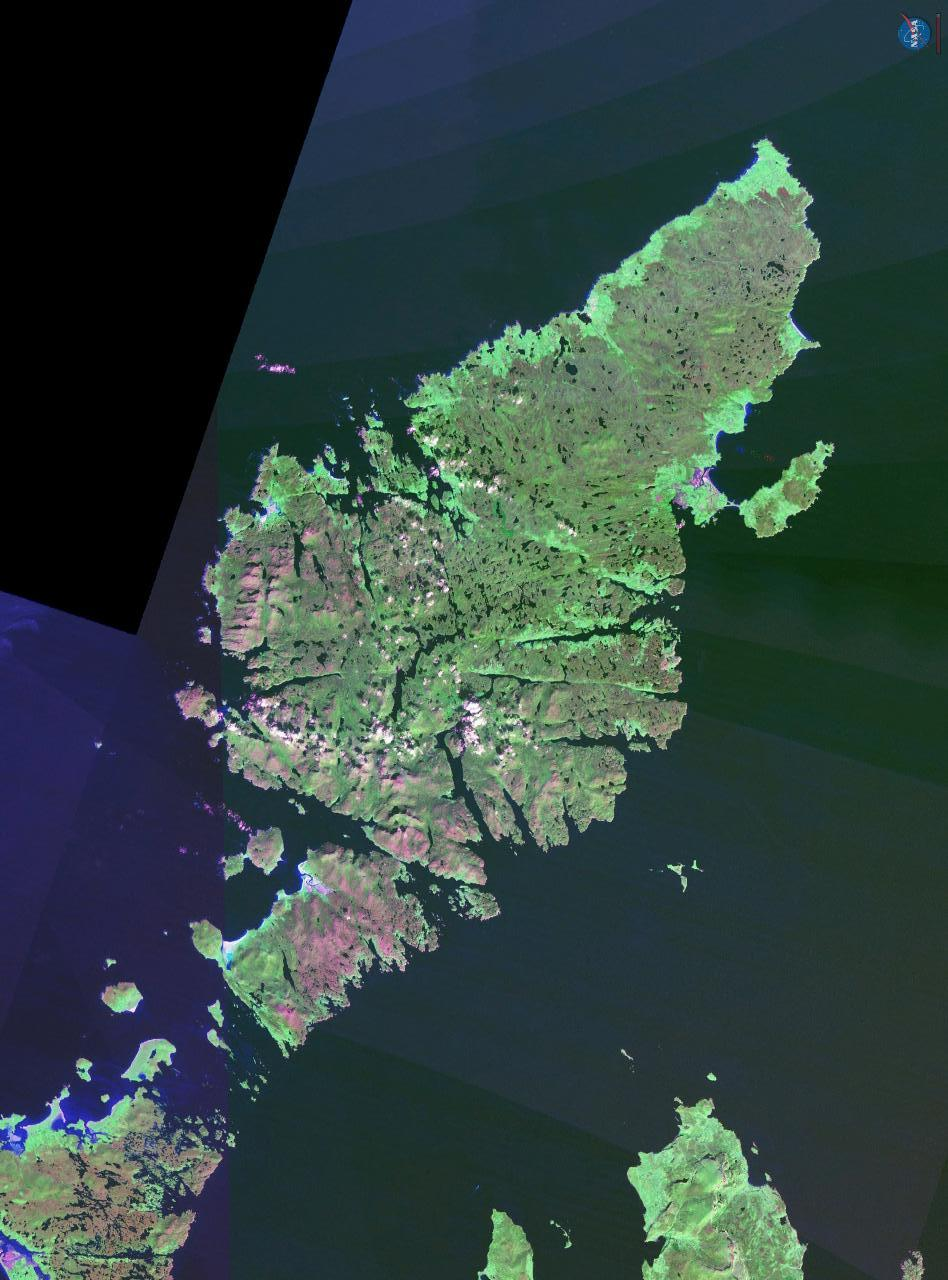
Satelitní snímek ostrova Lewis

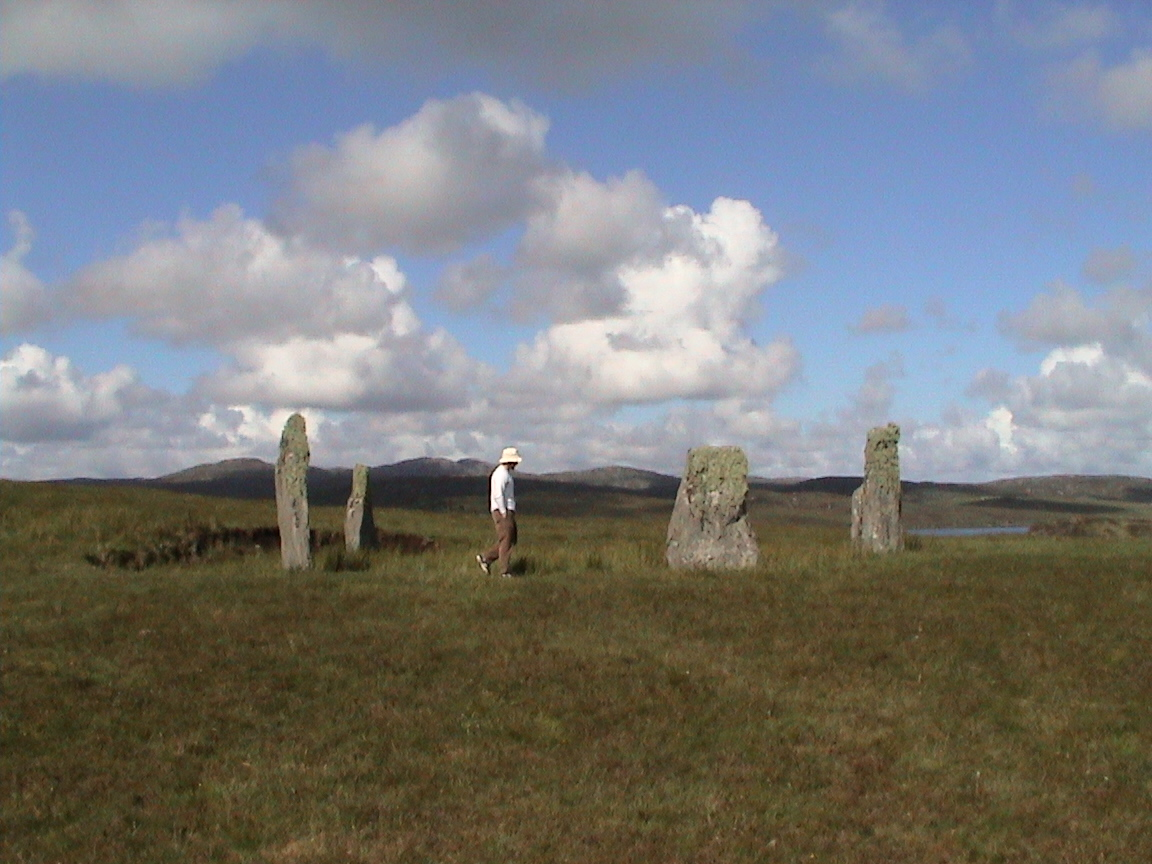
Megality u Callanish

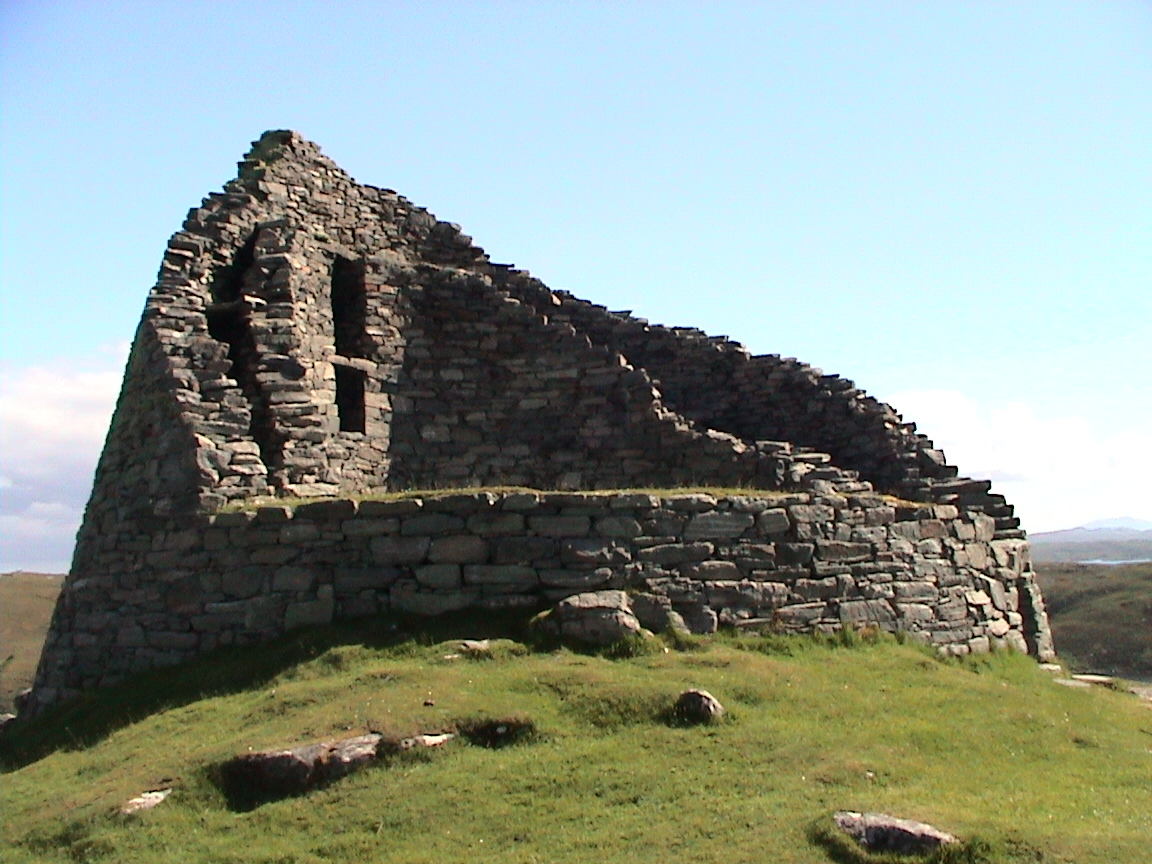
Dun Carloway - broch z doby železné

Názvem Lewis (Leòdhas ve skotské gaelštině) nebo Isle of Lewis (Eilean Leòdhais), je nazývána severní část ostrova Lewis a Harris ve Vnějších Hebridách. Lewis a Harris je největším ostrovem v souostroví Hebridy u západního pobřeží Skotska. Jižní část ostrova je nazývána Harris (Na Hearadh). Správním centrem Lewisu a zároveň i celých Vnějších Hebrid je přístav Stornoway (ve skotské gaelštině Steòrnabhagh), spojený pravidelným trajektem s Ullapoolem.
Lewis je jedním z území, kde je běžně používána gaelština. V některých oblastech ostrova gaelsky hovoří až 70 % obyvatel. Většina gaelsky hovořících je bilingvní.

## Původ jména
Gaelské jméno Leòdhas se odvozuje od přídavného jména leogach, což znamená "bažinatý". S tím koresponduje i jméno Limnu,uváděné Ptolemaiem, které má stejný význam. Někdy bývá jméno poloostrova dáváno do souvislosti se slovem Ljoðahús ze staré severštiny, které doslovně znamená "dům písně".

## Památky
Nejvýznamnější památkou ostrova Harris-Lewis je megalitický komplex u vesnice Callanish (Calanais). Stavba z pozdní doby bronzové přibližně ve tvaru keltského kříže je tvořena celkem cca 50 kameny, 13 z nich vytváří centrální kruh. Nejvyšší z kamenů je 4 m vysoký.
Na západním pobřeží nedaleko Callanish je dobře zachovaný broch z doby železné (cca 200 př. n. l.) Dun Carloway (gaelsky Dùn Chàrlabhaigh). Jedna strana je zachována až do výše 9 m. Byl využíván cca do roku 1000, ale příležitostně byl obýván až do 19. století.
Na ostrově byly objeveny v roce 1831 šachové figurky z ostrova Lewis.

## Ohlas v literatuře
Na ostrově se odehrává Trilogie z ostrova Lewis autora Petra Maye.